# Albert Renger-Patzsch
Albert Renger-Patzsch (Würzburg, 22 de junho de 1897 – Wamel, 27 de setembro de 1966) foi um fotógrafo alemão adscrito à Nova Objetividade.
Estudou química em Dresde, começando na fotografia, da qual deu aulas na Folkwangschule de Essen. Especializou-se na fotografia publicitária, publicando vários livros sobre o mundo técnico e industrial: em 1927 publicou Die Halligen, sobre paisagens e gentes da ilha da Frísia oriental, e em 1928 O mundo é formoso (Die Welt ist schön).
O estilo de Renger-Patzsch era objetivo e preciso, afastando-se das diversas tendências vanguardistas da época. As suas obras são de grande exatidão e precisão, defendendo o caráter artesanal da fotografia frente à experimentação realizada pelos fotógrafos mais vanguardistas.
Depois da Segunda Guerra Mundial foi retirada a Wamel, uma povoação perto de Soest, onde se dedicou à fotografia da paisagem e da arquitetura. Em 1993 o Museu Ludwig de Colônia dedicou-lhe uma retrospetiva.